# 橘葛直
橘 葛直（たちばな の くずなお、生没年不詳）は、平安時代前期の貴族。相模権守・橘真直の長男。官位は従五位下・石見権守。

## 経歴
貞観10年（868年）正月に清和天皇の蔵人に任ぜられるが、早くも5月には病気により解任された。貞観18年（876年）従五位下に叙爵すると、陽成朝では元慶4年（880年）宮内少輔、元慶5年（881年）大和介を務めた。
宇多朝の寛平6年（894年）石見権守に任ぜられている。

## 官歴
『古今和歌集目録』による。
- 貞観10年（868年） 正月：蔵人。5月：解蔵人（依病）
- 貞観18年（876年） 正月7日：従五位下（氏爵）
- 元慶4年（880年） 10月：宮内少輔
- 元慶5年（881年） 日付不詳：大和介
- 寛平6年（894年） 12月：石見権守

## 系譜
- 父：橘真直[1]
- 母：不詳
- 妻：不詳
  - 女子：陸奥[2]